# Shredderman Rules
Shredderman Rules (bra: Shredderman - Justiceiro dos Nerds; prt: Nolan - O Super-Herói) é um telefilme estadunidense de 2007, do gênero comédia, dirigido por Savage Steve Holland, com roteiro de Russell Marcus baseado no livro Shredderman, de Wendelin van Draanen.

## Sinopse
O magrelo Nolan Byrd sofre bullying na escola, até que um professor pede um projeto de computação. É aí que Nolan pretende se vingar de Bubba Bixby, o valentão da escola que sempre o espanca.

## Elenco
- Devon Werkheiser .... Nolan Byrd
- Tim Meadowns .... Sr. Green
- Daniel Roebuck .... Bob Bixby
- Kate Melton .... Jamie Heathers
- Andrew Caldwell .... Alvin 'Bubba' Bixby
- Dave Coulier .... Dad
- Clare Carey .... Mom
- Francia Raisa .... Isabel
- Marisa Guterman .... Miriam
- Mindy Sterling .... Dra. Sheila Voss
- Curtis Armstrong .... Mayor Izzo
- Kendre Berry.... Max